# ハビャリマナとンタリャミラ両大統領暗殺事件
ハビャリマナとンタリャミラ両大統領暗殺事件（ハビャリマナとンタリャミラりょうだいとうりょうあんさつじけん）は、1994年4月6日夕刻に発生し、ルワンダ虐殺を触発する引き金となった事件である。この日、ルワンダのジュベナール・ハビャリマナ大統領とブルンジのシプリアン・ンタリャミラ大統領を乗せた旅客機が、ルワンダの首都キガリに着陸する際に撃墜された。犯人はいまだに判っていないが、当時の反体制派だったルワンダ愛国戦線（RPF）か、または体制側のフツの中でRPFとの交渉に反対していた過激派、のいずれかとするおもに2つの説がある。

## 背景と序章
1990年、ツチが支配するルワンダ愛国戦線（RPF）がウガンダからルワンダ北部に侵攻したことでルワンダ内戦が始まった。RPFの戦闘員の大半は、20世紀半ばにフツ政権による民族排斥から逃れた難民かまたはその子だった。政権転覆は成らなかったが、RPFは国境地帯に地歩を確立した。戦況が膠着したのが明らかになると、両者は1992年5月より和平交渉を始め、これは1993年8月のアルーシャ協定調印に結実して連立政権が作られることとなった。
しかしながら、戦争は内部対立を激化させていた。RPFの脅威の増大によって、所謂フツ・パワーイデオロギーがフツ内で支持を得た。フツ・パワーの立場からは、RPFはツチ独裁の復活とフツの奴隷化を目論む外敵として捉えられ、あらゆる犠牲を払ってでも阻止すべきものとされた。この政治勢力の影響により、ハビャリマナ大統領はディスマ・ンセンギヤレミェ(de)首相から和平合意を遅らせていると書面で非難される事態となり、その結果第一次ハビャリマナ政権は1993年7月に瓦解した。開発国民革命運動（MRND）党の党員だったハビャリマナ大統領は、ンセンギヤレミェ首相を解任し、RPFに対してより非寛容と見られていたアガート・ウィリンジイマナを後任に据えた。ところが、主要な野党勢力はアガートの起用に反対し、それぞれが二つの勢力に割れた。フツ・パワーの断固護持を訴える強硬派と、講和による戦争終結を求める穏健派である。ウィリンジイマナ首相は連立政権を樹立できなかったので、アルーシャ協定の批准は不可能だった。フツ系政党の中で最も過激な共和国防衛同盟（CDR）は、民族浄化を公に主張し、アルーシャ協定を全く支持していなかった。
1993年を通じて治安状況は悪化した。武装したフツ民兵はツチを国中で襲撃し、フツ・パワーの指導層は治安部隊をジェノサイドに転用する方策がないか検討し始めた。1994年2月、国際連合ルワンダ支援団（UNAMIR）配下の軍事部隊を率いるロメオ・ダレール総司令官は次のように述べた。
- 「政治的議論の時間は尽きようとしている。今や治安面での僅かな火花が破滅的結果を招きかねない」[6]。

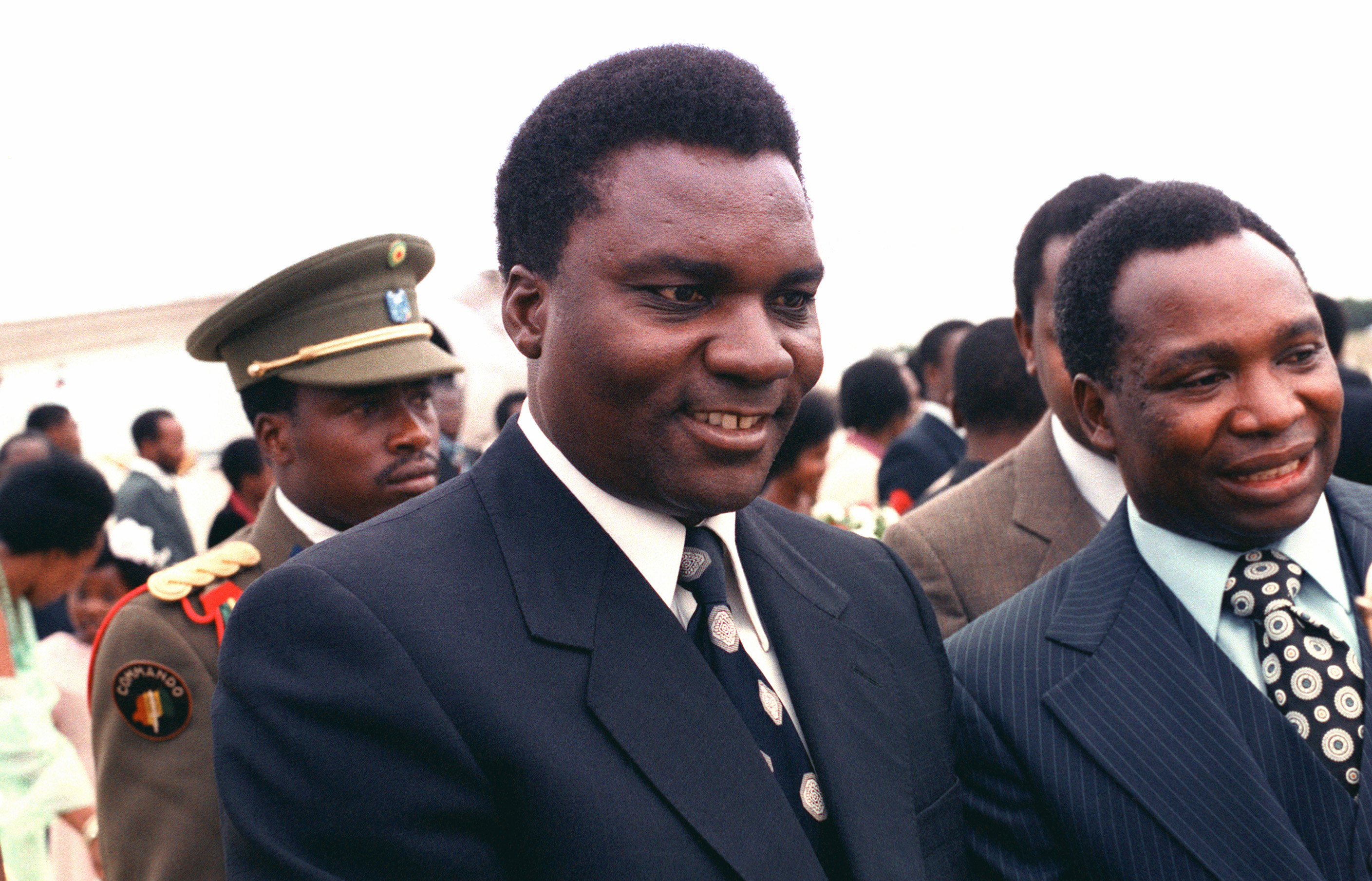
ルワンダ大統領ジュベナール・ハビャリマナ、1980年

1994年4月初頭、国連安保理において、アメリカと非常任理事国はUNAMIRを巡り鋭い対立を見せた。アメリカの中央情報局（CIA）が2月に纏めた秘密報告は、アルーシャ協定の破綻は50万人の死を招くと予見していたが、米国は先立ってのソマリア内戦の痛手から国連の平和維持活動への積極参加を見直そうとしており、UNAMIRの終了に向けてロビー活動を行っていた。4月5日火曜日の夕刻、UNAMIRの活動を三か月間延長するという妥協案が漸く合意を見た。この間、ハビャリマナ大統領は諸国歴訪を終えて帰国しようとしていた。4月4日にはザイール（現：コンゴ民主共和国）に飛んでモブツ・セセ・セコ大統領と会談し、6日にはタンザニアのダルエスサラームに日帰り予定で飛んでタンザニア大統領主催の近隣国首脳会談に出席した。その日の夕刻、帰路の飛行機にはブルンジのシプリアン・ンタリャミラ大統領とその閣僚数人も便乗した。これはフランス政府がハビャリマナ大統領に贈った専用機ダッソー ファルコン 50が、ンタリャミラ大統領自身の専用機よりも高速だったためである。
ジャン・カンバンダ暫定首相（en）がルワンダ国際戦犯法廷（ICTR）で証言したところによると、ザイールのモブツ大統領から「4月6日はダルエスサラームに行くな」との警告があった。モブツ大統領は「この警告はパリのエリゼ宮殿の非常な高官が発したものだ」と述べたという。モブツ大統領によれば、この警告と撃墜事件（後述）の翌7日に発生したフランソワ・ミッテラン大統領の側近のフランソワ・ド・グロスーヴル(en)の自殺事件の間には関連があるという。

## 撃墜事件

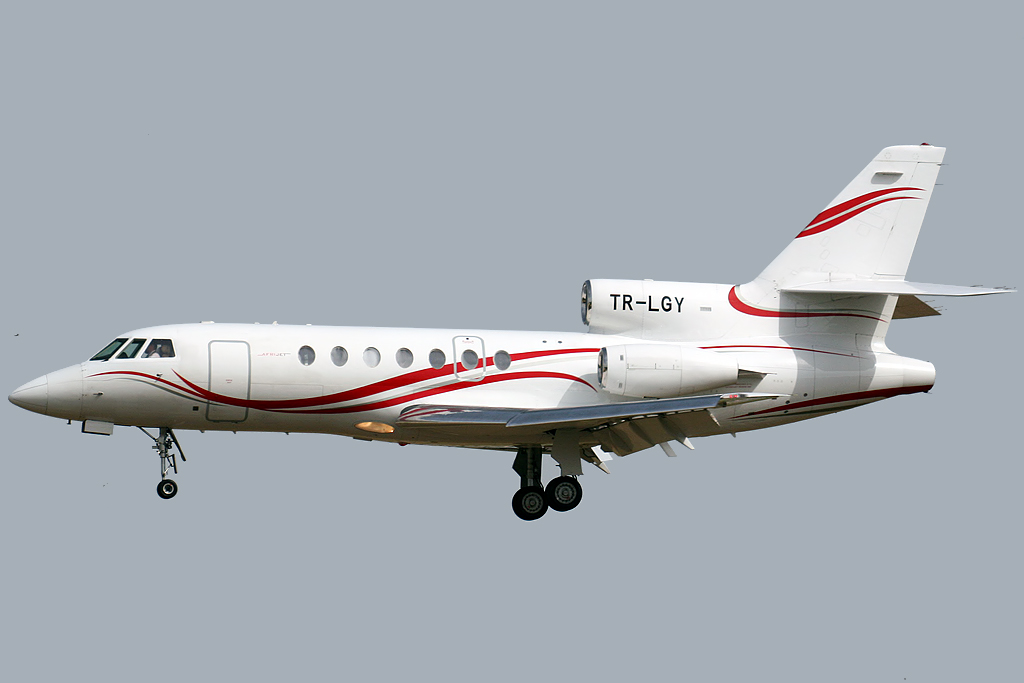
大統領専用機として使われていたダッソー ファルコン 50の同型機

現地時間20時20分（UTC18時20分）の少し前、大統領専用機は晴天の中でキガリ国際空港上空を一周してから着陸への最終アプローチに入った。本来はUNAMIRの兵士を乗せて戻ってきていたベルギーの週次便C-130ハーキュリーズが先に着陸する予定だったが、両大統領の搭乗機を優先することとなった。
地対空ミサイルがダッソー ファルコン 50の一方の主翼に命中し、続いて2発目が尾部に命中した。機体は空中で火を噴いて大統領宮殿の庭に墜落し、地表激突時に爆発した。旅客機には3人のフランス人乗務員と9人の乗客が乗っていた。
この攻撃の様子は多数の人々によって目撃された。空港が位置するカノンベ(Kanombe)地方の家の庭に居合わせたベルギー人士官2人のうちの1人は、まず1発目のミサイルが上空に昇っていく様子、続いて空中の赤い閃光と航空機のエンジンが停止する音、そして2発目のミサイルが昇って行く様子を直に見て聞いた。彼は直ちにルワンダの空挺コマンド大隊に配属されたフランス人部隊(CRAP(en))に所属するド・サン＝クエンタン少佐に通報した。少佐はベルギー人の防衛を組織するよう勧めた。これと同様に、未使用の空港管制塔に居合わせた別のベルギー人士官は、進入してくる飛行機の灯、それを目掛けて地上から上昇する光、ついで飛行機の灯が消える様を目撃した。続いて地上の同じ場所から2つ目の光が上昇し、飛行機は落下する火球と化した。この士官は直ちに彼の中隊長に無線連絡し、中隊長は正規の管制塔と連絡を取って飛行機が大統領機だったことを確認した。

滑走路の外れの空港近くにはカノンベ駐屯地があった。同駐屯地に居たあるルワンダ軍人は次のように回想した。
あのエンジン音は他の飛行機とは違っていた。そう、大統領機のエンジン音だ … 我々が飛行機が来る方向を見ていたら、発射物が見えて、火か閃光の玉が見えて、そして飛行機が墜落するのが見えた。私も見た。私は隊の指揮官だったので、兵士達に「キナニ（ハビャリマナ大統領のあだ名。ルワンダ語で「有名」「無敵」などの意）が撃墜された、出るぞ」と指示した。彼らは「嘘だろう」と言った。私は「本当だ」と言った。そこで私は衣装戸棚を開けて制服を身に着け、軍隊ラッパが鳴り渡るのを聞いた。
空港で「千の丘自由ラジオテレビジョン」局(RTLM(en))の放送を聴いていたあるルワンダ人士官候補生は、アナウンサーが大統領専用機が着陸のため接近中と伝えるのを聞いた。番組はそれから突然中断し、クラシック音楽を流し始めた。

### 犠牲者の一覧
ファルコンに乗っていた12名全員が死亡した。一覧は以下の通りである。
ルワンダ関係者
- ジュベナール・ハビャリマナ（ルワンダ大統領）
- デオグラティアス・ンサビマナ（ルワンダ国防軍参謀総長）
- タデ・バガラガザ（ルワンダ大統領官邸の警備責任者）
- エリー・サガトゥワ（ルワンダ大統領の特別秘書官、大統領警護隊の実質的指揮官、大統領夫人アガトの実弟）
- ジュベナール・レナホ（ルワンダ大統領の外交補佐官）
- エマニュエル・アキンゲネイェ（ルワンダ大統領の主治医）

ブルンジ関係者
- シプリアン・ンタリャミラ（ブルンジ大統領）
- ベルナール・シーザ（ブルンジ建設相）
- シリアック・シンビジ（ブルンジ通信相）

乗員
- ジャッキー・エロー（機長）
- ジャン＝ピエール・ミノベリー（副操縦士）
- ジャン＝ミシェル・ペリーヌ（航空機関士）

## 事件直後の状況
地上は大混乱に陥った。大統領を空港から家まで護衛するべく待機していた大統領警護隊は、人々を武器で威嚇した。空港の周囲に沿って配置されていたベルギーの平和維持部隊の要員20名は大統領警護隊に包囲され、一部は武装解除された。空港は閉鎖され、上空で旋回待機していたベルギーのハーキュリーズはナイロビにダイバートされた。
カノンベ駐屯地では、墜落直後に軍隊ラッパが鳴り響き、これは「ルワンダ愛国戦線が基地を攻撃してきた」という意味に捉えられた。兵士達は各隊の武器庫に殺到し武装した。空挺コマンド旅団(CRAP(en))に所属する兵士は21時ごろに閲兵場に集結し、他部隊も基地内の各所に集結した。少なくとも1人の目撃者は、墜落から1時間ほどあとにカノンベで銃声が聞こえたと述べている。当初は、飛行機ではなく空港近くのカノンベ駐屯地の軍需物資が爆発したとの報告も流れた。
キガリ地区の担当士官は国防省に一報を入れた。オーギュスタン・ビジマナ国防相(en)は国外に滞在しており、報せを受けた士官は国防省の官房長テオネスト・バゴソラ(en)大佐と連絡を取れなかった。バゴソラ大佐はUNAMIRのバングラデシュ人士官らが主催する親睦会に出席していた。
墜落の報せは、当初はカノンベ駐屯地の弾薬集積所が爆発したとして、UNAMIRの軍事部門総司令官であるダレールに急報された。彼はUNAMIRのキガリ地区司令官リュック・マルシャルに命じて墜落現場に偵察班を送らせた。アガート・ウィリンジイマナ首相や穏健派政党 Parti liberal du Rwanda の党首ランド・ンダシンワ(en)をはじめ、数多の人々がUNAMIRに情報を求めて電話し始めた。ウィリンジイマナ首相がダレール総司令官に伝えたところでは、彼女は閣僚を招集しようとしたが、多くの者が家族を置いて出てくることを恐れていたという。彼女はまた強硬派閣僚が全員行方不明になったと報告した。ダレール総司令官は首相に墜落機が確かに大統領機だったか確認できるか尋ね、ついでUNAMIRの政治部門代表であるジャック＝ロジェ・ブー＝ブー(en)に事態を連絡した。その後、ウィリンジイマナ首相が電話を掛け直してきて、墜落機が確かに大統領機であり、大統領が搭乗していた筈であることを伝えた。同時に彼女はUNAMIRに対して政治状況を制御下に取り戻すための助力を求めた。大統領職務の代行順位として彼女は法律上筆頭にあったが、彼女と同盟関係にある穏健派閣僚の一部は身の危険を感じて居宅から逃亡し始めていたためである。
21時18分、UNAMIRの表現では「過敏で危険な」状態にある大統領警護隊がメリジアン・ホテルの付近の道路を封鎖した。襲撃の前からハビャリマナ大統領の到着に備えた治安措置として他にも何か所かが道路封鎖されていた。墜落現場を調べるために派遣されていたUNAMIRのベルギー兵から成る偵察班は、大統領警護隊による道路封鎖箇所で21時35分に制止され、武装解除された上で空港に送られた。
カノンベ駐屯地の兵士達は、墜落後の軍隊ラッパをRPFが駐屯地を攻撃してきたものと捉え、武装しに走った。各隊は21時ごろに集結を終えた。その中の一隊だった空挺コマンド旅団(CRAP)は、墜落現場から遺体を回収するよう命じられた。国連平和維持軍は墜落現場への立ち入りを拒否された。その後、墜落現場に二名のフランス兵が現れ、ブラックボックスが発見され次第持ち帰りたい旨依頼した。ブラックボックスの所在はのちに不明となった。フランス軍はダレールに対し、墜落事件について調査することを申し出てきたが、ダレールは即座に断った。
墜落から40分ほどのちに軍司令部に連絡したあるルワンダ軍大佐は、大統領が死亡したとの確報はいまだないと伝えられた。その約30分後の21時30分ごろになっても、軍司令部は依然状況を把握できていなかったが、大統領機が爆発したこと、おそらくミサイルが命中したということは明らかになった。ついで、参謀総長であるデオグラティアス・ンサビマナ少将も同機に乗っていたとの報せが届いた。居合わせた将校は統帥権を明確化するために後任者を定めなければならないことに気付き、急遽人選のため会議を開いた。そこにまもなくバゴソラ大佐が現れた。22時ごろ、ルワンダ政府のUNAMIR連絡官エフレム・ルワバリンダがダレール総司令官に電話し、危機管理委員会がまもなく開かれると伝えた。ダレール総司令官はニューヨークに居る上層部に連絡したのちに危機管理委員会に出向き、バゴソラが議長となっていることを見出した。
後続した出来事について、別記事ルワンダ虐殺における初期の出来事を参照。

### 長期的な出来事
この暗殺事件はフツの過激派からはツチと講和による戦争終結を求めるフツ穏健派に対する大量殺戮計画を実行に移すためのシグナルとして捉えられた。ここから勃発したルワンダ虐殺による犠牲者数は一般に80万人と推計されている。これに対しRPFは侵攻を開始し、1994年8月までにルワンダ全土を掌握し新政権を樹立した。周辺諸国に逃れた難民はUNHCRの推計で210万人に達したが、これは一部にはRPFの報復を恐れたためであるとともに、ジェラール・プルニエなどは「難民キャンプをルワンダ奪還に向けた軍事拠点にしようとする旧フツ政権指導部による計画的な疎開であり、その意味では戦争の継続だった」としている。この結果、大湖沼地域難民危機 (en) は著しく政治性と軍事性を高め、1996年にRPFによる隣国ザイール（当時。現コンゴ民主共和国）との国境地帯の難民キャンプに対する越境攻撃が始まるに至った。この尖兵となったコンゴ国内の反体制派コンゴ・ザイール解放民主勢力連合（仏略: AFDL, 英略: ADFL）はモブツ政権の転覆を謀り（第一次コンゴ戦争）、1997年5月にザイールのモブツ・セセ・セコ政権は打倒され、国名はコンゴ民主共和国に改められた。1998年、コンゴの大統領となったローラン・カビラはより従順な政権を求める諸外国から支持を失い、新たな内戦状況に陥った。これから生じた第二次コンゴ戦争 (1998-2003) には8か国が介入し、犠牲者数において第二次世界大戦以来最悪の武力紛争となった。その後も内戦の完全な沈静化には至らず、犠牲者数は540万人とも言われる。
一方で、ンタリャミラ大統領の死去は前年から内戦が再発していたブルンジの状況をも悪化させたが、これはルワンダ、コンゴの状況悪化と相互に関連して、互いに煽り煽られる様相となった。2005年に挙国一致政権が樹立されるまでに30万人以上が犠牲となった。
4月6日の暗殺に続くいずれかの時点で、ハビャリマナ大統領の遺体はザイールのモブツ・セセ・セコ大統領のもとに移送され、ザイール（現コンゴ民主共和国）のバドリテに位置する非公開の安置所で保管された。モブツ大統領は遺族に対し最終的には遺体をルワンダに正式に埋葬すると約束した。1997年5月12日、ローラン・カビラ率いる反体制派コンゴ・ザイール解放民主勢力連合 (ADFL) がバドリテに迫ったことから、モブツ大統領は防腐処理の施された遺体を輸送機でキンシャサに移し、キンシャサ国際空港のエプロンに駐機した輸送機内で三日間待機させた。モブツ大統領は反体制派による冒涜を危惧して遺体を火葬することとしたが、中部アフリカには火葬の習慣がないため、国内に定住していたインド人のヒンドゥー教司祭に祭儀を委ねた。モブツ大統領がザイールから逃亡する前日の5月15日に火葬が執行された。

## 犯人
事件後当初より、襲撃は続くルワンダ虐殺を実行したフツ過激派によるものと考えられてきたが、2000年以降、襲撃を命じたのはRPFを率いてのちにルワンダ大統領となったポール・カガメだとする報告が幾つか提出されている。しかしながら、いずれの説についても証拠を巡って激しい論争があり、多くの研究機関をはじめ国連も襲撃犯を断定することは避けている。BBCニュースの特派員であり1994年の虐殺をキガリから報道したマーク・ドイル(en)は、「暗殺者の正体は20世紀末最大の謎の1つとなるかも知れない」と2006年に記している。
アメリカ国務省の現在では情報公開された4月7日付諜報秘密報告によれば、身元不明の情報源から米国ルワンダ駐在大使に「軍内のフツ不穏分子…たぶん大統領警護隊エリート、が撃墜に関与した」と報告があった。CIAとアメリカ国防情報局を含む他のアメリカ政府機関もこの結論を支持した。フィリップ・ゴーレイヴィッチ(en)は、1998年に刊行したルワンダ虐殺を描いたベストセラー「ジェノサイドの丘」（原題：We Wish to Inform You That Tomorrow We Will Be Killed With Our Families(en)）の中で、当時の考えを次のように纏めている。
ハビャリマナの暗殺犯はいまだ特定されていないが、疑惑の焦点は彼の取り巻きの過激派、なかんずく半ば引退したテオネスト・バゴソラ大佐に絞られている。バコソラ大佐はハビャリマナ夫人と親密であるとともに「アカズ」とその処刑部隊の創設者の一人であり、1993年1月にはバコソラ大佐がアポカリプス（訳注：ここでは大破壊などの意）を準備中だと発言している。
1997年、ベルギー元老院による報告は、暗殺の詳細を究明するには情報が不足しているとした。1998年、フランス国民議会による報告は2つの説を提出した。1つは攻撃をRPF（現在のルワンダ政権と軍の指導部）との交渉進展を不服としたフツ過激派によるものとする説である。もう1つの説は首謀者をRPFとするもので、これはアルーシャ協定の履行が進まないことへの不満が動機であるとした。これら以外に検討対象となった仮説としては、フランス軍が関与したとするものがあったが、フランスがルワンダ政府を攻撃する理由は不明だった。フランスの1998年報告は、主要な2説についてはいずれが有力とも断定はしなかった。2000年に公表されたアフリカ統一機構による報告は、首謀者の特定を試みていない。
2000年1月、カナダの『ナショナル・ポスト』(en)紙は、カガメ配下のRPFが外国政府の支援下で暗殺を実行したと主張するツチの情報提供者3名による報告を、ルワンダ国際戦犯法廷のルイーズ・アルブール(en)検事が握り潰した、と報じた。国連は後日、その「報告」なるものはオーストラリアの捜査官マイケル・ヒューリガンが作成した3ページのメモであり、彼自身情報の信頼性に確信が持てないままとりあえず資料庫に保管したものにすぎない、と説明した。その後、国連はそのメモをルワンダ国際戦犯法廷に提出し、被告側弁護士は内容への興味を表明した。
2004年、事件に巻き込まれたフランス人乗務員の死について捜査していたフランスのジャン＝ルイ・ブルギエール対テロ司法官(en)の証言によると、暗殺はカガメが命じたとする報告書を提出した。この報告書は元RPFの中尉だったアブドゥル・ルジビザ(en)の証言に大きく依拠している。ルジビザ元中尉は肩撃ち式のSA-16(en)を用いて暗殺を実行した細胞に所属していたと述べた。ルジビザ元中尉はのちに彼の証言をプレスリリースとして配布し、自身の証言を詳細に説明するとともに、紛争を開始し、ジェノサイドを長引かせ、ジェノサイドと政治的弾圧の期間を通じて広範な破壊活動を行った咎でRPFを糾弾した。この元RPF将校は2005年に Rwanda. L’histoire secrete という著書も出版し、ルジビザ元中尉の説を述べている。ブルギエール対テロ司法官によればハビャリマナ大統領の暗殺にはCIAが関与しているとも主張しているという。
ポール・ルセサバギナはフツとツチ両方を祖先に持ち、（訳注：虐殺の最中にツチや穏健派フツの）命を救おうと努力したことで2004年の映画「ホテル・ルワンダ」のモデルとなったが、のちにカガメとRPFが撃墜事件の背後にいたという説を支持し、2006年11月に次のように記している。

国連安保理がこの航空機ミサイル攻撃事件について、いまだ調査を命じていないのは理解し難い。特に、まさにこの事件が「1994年のルワンダ虐殺」と呼ばれる大量殺戮を引き起こしたことには誰もが同意するのだからなおさらだ。

また2006年11月、ブルギエールはカガメとRPFが暗殺を企てたと断定する別の報告を提出した。これに抗議して、カガメ大統領はルワンダとフランスの外交関係を断絶した。「Conspiracy to Murder: The Rwandan Genocide」の著者であるリンダ・メルヴァーン(en)は次のように記している。

フランスの判事がカガメ大統領が前任者殺害に関与したとして示した証拠は甚だ薄弱であり、しかもその中には、大統領機撃墜に使用されたとされる対空ミサイル関連など、フランス議会の以前の調査により既に棄却されたものまで含まれている。

カガメ大統領はまた「虐殺にフランスが関与した証拠の収集を責務とする」ルワンダ人委員会の編成を命じた。2007年11月、この委員会は報告書をカガメだけに提出し、委員長であるジャン・ド・ディユー・ムチョは委員会が「調査が有効か否かカガメ大統領が宣言するのを待つ」と述べた。これによってこの調査の政治性は更に際立った。
2007年、コレット・ブレックマン(en)は、ル・モンド・ディプロマティーク紙掲載記事において、ブルギエール判事による報告書の信頼性には重大な疑問があるとし、ミサイル攻撃の際にルワンダ政府軍の大統領警護隊をフランス軍の人員が直接的に援助したか、または共に行動したのではないかと示唆した。2007年、BBCによるインタビューの際、カガメは公明正大な審問には協力すると述べた。BBCはこれを次のように評した。「果たしてこんな大任を負いたがる判事がいるかどうかは全く別の問題だ」。
ブルギエールはまた、暗殺について尋問するためカガメの側近9人に対し逮捕状を発行した。2008年11月、ドイツ政府はこの欧州向けの逮捕要請に初めて応え、カガメの儀礼局長であるローズ・カブイェがフランクフルトに到着したところを逮捕した。カブエはフランス当局の拘束下に置かれてブルギエールの審問に応じることに同意を示した。のちに判事である Marc Trevidic がブルギエール報告を精査したところ、内容の大半が依拠している RPF の兵士達による証言は、のちに撤回されていたことが明らかになった。
2010年1月、ルワンダ政府は「1994年4月6日におけるルワンダ大統領専用機ファルコン50登録番号9XR-NNに対する攻撃の原因と背景および犯人に関する調査報告」、通称ムツィンジ報告(Mutsinzi Report)を公表した。複数巻にわたるこの報告書は、フツ・パワーの支持者が攻撃に関与したとしており、フィリップ・ゴーレイヴィッチは次のように評した。「2か月前、ルワンダがイギリス連邦加入を承認された前日、フランスとルワンダは外交関係を正常化した。当然その前にルワンダは公表直前にあるムツィンジ報告の内容をフランスに伝えていた。関係正常化はすなわちフランスが報告書の結論を認めたことを意味する」。
ミサイルがどこから発射されたのかについてさえ諸説がある。目撃者の証言はバラバラで、ガソギ丘、ニャンドゥング低地、ルソロロ丘、マサカ丘が挙げられている。一部の目撃者は、使用済みの肩撃ち式ミサイル発射機をマサカ丘で見たと主張している。
2012年、フランスの調査により「1994年にルワンダ大統領の乗機を撃墜し、同国のジェノサイド事件を引き起こしたミサイルは、軍駐屯地から発射されたものであり、ツチの反政府勢力とは無関係だった」ことが突き止められ、カガメに対する嫌疑は晴らされた。調査結果はミサイルの発射地点をカノンベの兵舎だと特定した。この駐屯地は大統領警護隊と空挺コマンド大隊を含むルワンダ軍の管理下にあり、他に対空大隊も駐屯していた。飛行経路はキガリ国際空港に向かう途上でカノンベの兵舎上空を通過する筈だった。